# SKELETON KEY
『SKELETON KEY』（スケルトン・キー）は、LIVの2枚目のアルバム。

## 内容
17曲中3曲は押尾学、南徹、Katomaiなどの参加メンバー全員によるインスト。

## 収録曲
1. Rebel
作曲・編曲：LIV
2. Evolution
作詞・作曲：押尾学　編曲：南徹・押尾学
3. May I be happy forever
作詞：押尾学　作曲：南徹　編曲：南徹・押尾学
4. Fear
作詞：押尾学　作曲：南徹　編曲：南徹・押尾学
5. Are you alive?
作詞：押尾学　作曲：南徹　編曲：南徹・押尾学
6. One happy paceful day
作曲・編曲：LIV
7. E.N.J.O.Y
作詞：押尾学　作曲：Katomai　編曲：Katomai・押尾学・南徹
8. ROSE
作詞・作曲：押尾学　編曲：南徹・押尾学
9. HEROES
作詞：押尾学　作曲：南徹　編曲：南徹・押尾学
10. Seb & Maxi
作詞：押尾学　作曲：南徹　編曲：南徹・押尾学
11. SKELETON KEY
作詞・作曲：押尾学　編曲：南徹・押尾学
12. Flower
作詞・作曲：押尾学　編曲：南徹・押尾学
13. STAR
作詞：押尾学　作曲：南徹　編曲：南徹・押尾学
14. FLY
作詞：押尾学　作曲：南徹　編曲：南徹・押尾学
15. Laughing psycho
作曲・編曲：LIV
16. Go to hell
作詞：押尾学　作曲：katomai　編曲：Katomai・押尾学・南徹
17. 蝶と花
作詞：押尾学　作曲：南徹　編曲：南徹・押尾学